# Gerichelde driekantkalkkokerworm
De gerichelde driekantkalkkokerworm (Spirobranchus lamarcki) is een borstelworm uit de familie van de kalkkokerwormen (Serpulidae). Spirobranchus lamarcki werd in 1866 voor het eerst wetenschappelijk beschreven door Armand de Quatrefages als Vermilia lamarckii.

## Verspreiding
De gerichelde driekantkalkkokerworm is een kokervormende ringworm die wijdverspreid is in intergetijdengebieden en sublitorale zones rond het Verenigd Koninkrijk en Noord-Europa. Ze worden aangetroffen op stevige ondergronden, van rotsen tot schelpen van dieren tot door de mens gemaakte constructies, en staan vaak bekend om hun nadelige effect op de scheepvaart. Het is nauw verwant aan, en vaak verward met, de driekantige kalkkokerworm (Pomatoceros triqueter).